# World War Live - Battle of the Baltic Sea
World War Live, Battle of the Baltic Sea är ett livealbum av det svenska metalbandet Sabaton, utgivet 2011.
Skivan är uppdelad på två CD-skivor. Första delen är inspelad från Sabaton Cruise 2010. Del två är från olika spelningar runt om Europa under deras Europaturné. Det finns även en bonus-DVD från en av deras spelningar 2008.

## Låtlista
Skiva 1
1. "The March to War (Intro)" - 1:20
2. "Ghost Division" - 3:53
3. "Uprising" - 6:06
4. "Aces in Exile" - 6:05
5. "Cliffs of Gallipoli" - 6:34
6. "White Death" - 5:32
7. "Swedish Pagans" - 6:17
8. "Wolfpack" - 5:47
9. "40:1" - 5:42
10. "The Art of War" - 5:39
11. "Attero Dominatus" - 4:49
12. "The Price of a Mile" - 6:26
13. "Primo Victoria" - 5:01
14. "Metal Medley" - 5:09
15. "Dead Soldiers Waltz (Outro)" - 2:46

Skiva 2
1. "Screaming Eagles" - 4:27
2. "Coat of Arms" - 3:16
3. "Into the Fire" - 3:18
4. "Talvisota" - 3:34
5. "Final Solution" - 5:36
6. "Back in Control" - 3:55
7. "Panzerkampf" - 5:27
8. "7734" - 3:49
9. "Hellrider" - 4:00
10. "Panzer Battalion" - 5:01
11. "Rise of Evil" - 7:51
12. "40:1" - 4:33

Bonus-DVD
1. "Ghost Division"
2. "The Art of War"
3. "Into the Fire"
4. "Nuclear Attack"
5. "Rise of Evil"
6. "40:1"
7. "Wolfpack"
8. "Panzer Battalion"
9. "Price of a Mile"
10. "In the Name of God"
11. "Union"
12. "A Light in the Black"
13. "Primo Victoria"
14. "Cliffs of Callipoli"
15. "Attero Dominatus"
16. "Metal Medley (Metal Machine / Metal Crüe)"

Musikvideor: Coat of Arms, Uprising, Screaming Eagles